# Armen Garo

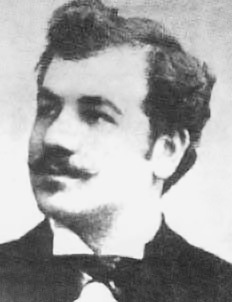
Karekin Pasdermadschian

Karekin Pasdermadschian (armenisch Գարեգին Փաստրմաճեան Garegin Pastermatschian, türkisch Karekin Pastırmacıyan, * 9. Februar 1872 in Karin im Vilâyet Erzerum; † 23. März 1923 in Genf), bekannter unter seinem Kampfnamen Armen Garo (bzw. Armen Karo), war ein osmanischer Politiker, armenischer Diplomat und Freiheitskämpfer.
Er war einer der Anführer der Armenischen Revolutionären Föderation (ARF oder Daschnaken) und erster Botschafter eines unabhängigen Armenien in den Vereinigten Staaten.

## Leben
Pasdermadschian wurde am 9. Februar 1872 in Karin (im Vilâyet Erzerum) geboren. Er war der Sohn von Harutjun Pasdermadschian und Enkel von Chatschatur Efendi. Er schloss 1891 als einer der Besten das Sanasarian College von Erzerum (Sanasarian Varjaran Akademie) ab. Später, im Jahre 1894 ging er nach Frankreich, um an der Hochschule für Landwirtschaft der Universität Nancy Agrarwissenschaft zu studieren. Während in seiner Heimat von 1864 bis 1896 eine Reihe von Massakern an Armeniern stattfanden, trat er der progressiv-nationalistischen Armenischen Revolutionären Föderation bei.
Nach seiner Rückkehr ins Osmanische Reich beteiligte er sich 1896 an der Besetzung der Ottomanischen Bank. Die Besetzer verlangten Autonomie für die sechs mehrheitlich armenisch besiedelten Provinzen des Osmanischen Reichs und drohten, die Bank mitsamt 150 Geiseln in die Luft zu sprengen. Die europäischen Verantwortlichen in der Bank handelten ein unblutiges Ende der Geiselnahme aus und die Täter konnten aufgrund französischer Vermittlung ins Ausland entkommen. Pasdermadjian ging in die Schweiz und promovierte in Chemie. 1898 wurde er in das westliche Präsidium der ARF gewählt, deren Führungsgremien in einen westlichen und einen östlichen Flügel geteilt waren.
Während des Armenisch-Tatarischen Kriegs (mit „Tataren“ wurden damals die heutigen Aserbaidschaner bezeichnet) von 1905 bis 1907 organisierte Pasdermadschian erfolgreich die Verteidigung der Armenier in Tiflis 1907 wurde er in das östliche Präsidium der ARF gewählt.
Pasdermadschian betrieb danach im Kaukasus eine ertragreiche Kupfermine. Nach der jungtürkischen Revolution 1908 telegrafierten die Armenier in Erzurum sowie die ARF Pasdermadschian und baten ihn, bei der kommenden Wahl zum osmanischen Parlament zu kandidieren. Er wurde 1908 einer der ARF-Abgeordneten im Parlament, was er bis 1912 blieb. Er gehörte dem gemeinsamen Ausschuss von ARF und jungtürkischem Komitee für Einheit und Fortschritt an und wurde 1913 wieder Mitglied des westlichen Präsidiums seiner Partei.
Nach Ausbruch des Ersten Weltkriegs schloss er sich den armenischen Freiwilligenverbänden an, die auf Seiten der Kaiserlich Russischen Armee an der Kaukasusfront gegen das Osmanische Reich kämpften. Armenische Freunde hatten ihm davon abgeraten, weil sie befürchteten, dass die osmanische Regierung dies als Indiz für eine Kollaboration aller Armenier mit dem Feind werten und mit Repressalien reagieren würde. Als die osmanische Regierung den Völkermord an den Armeniern einleitete, beteiligte sich Armen Karo am Aufstand von Van. In dieser Zeit wurde er depressiv und krank. Nach der Gründung der Demokratischen Republik Armenien 1918 wurde er zuerst Mitglied der armenischen Delegation in Frankreich, dann Botschafter seines Landes in den USA. Er starb an einer Herzkrankheit im schweizerischen Genf am 23. März 1923, als er an einer Konferenz über Russland teilnahm.
Nach Pasdermadschian ist die 2005 gegründete Armen Karo Student Association benannt, die Jugendorganisation der Armenischen Revolutionären Föderation in Kanada.

## Werk
- Why Armenia should be free. Armenia's role in the present war. Hairenik Publishing, Boston, 1918. Nachdruck: Kessinger Publishing, 2010, ISBN 978-1-165-75486-1.